# Fina Brunet Clopes
Fina Brunet Clopés (Blanes, 18 d'agost del 1962) és una periodista catalana, presentadora de ràdio i televisió. Ha col·laborat amb diversos mitjans de comunicació, entre els quals destaquen Catalunya Ràdio i Televisió de Catalunya.
Diplomada en Turisme, va començar la seva carrera periodística a les emissores de Cadena13 a Blanes Ràdio Antena Blava (1983-1985) i, posteriorment, a Ràdio Avui de Barcelona. Es va incorporar a l'equip de Televisió de Catalunya el 1986 com a coconductora del Telenotícies Cap de Setmana, i més endavant va ocupar diversos càrrecs relacionats amb el departament d'informatius, incloent la col·laboració amb el 30 minuts i amb Bon dia, Catalunya.
Va ser la directora i presentadora del Xec en blanc, un dels primers magazins de tarda radiofònics a Catalunya Ràdio. També va presentar el Telenotícies Comarques fins al 2007, quan va ser substituïda per Mariona Bassa. Poc després Brunet va esdevenir directora de Comunicació i Gabinet del Síndic de Greuges. Posteriorment es va reincorporar a TV3 i va treballar al programa Els Matins. Després treballà al programa Quèquicom.
Des de la tardor del 2021, la periodista lluita contra un tumor cerebral que li afecta la parla i la memòria.